# Базидієві
Базидієві (Basidiomycota) — відділ вищих грибів, у яких вегетативне тіло представлено розгалуженим клітинним міцелієм. Вегетативні клітини гаплоїдні або дикаріонтичні, причому дикаріонтична стадія за тривалістю переважає. Статевий процес — соматогамія. Статеве спороношення — базидія з базидіоспорами. Монадні стадії повністю відсутні.
Відділ нараховує близько 30 тисяч видів і є другим за кількістю видів після аскомікотів. Еволюція базидієвих відбувалася паралельно з аскомікотами. У складі відділу представлені майже всі екологічні групи грибів, в тому числі сапротрофи на різноманітних субстратах, паразити вищих рослин, мікоризоутворювачі, дереворуйнуючі гриби тощо. Трапляються також копротрофи та мікотрофи. Серед базидіальних чимало видів належить до їстівних або отруйних грибів. Деякі представники мають цінні лікарські властивості.

## Біохімічні особливості та живлення

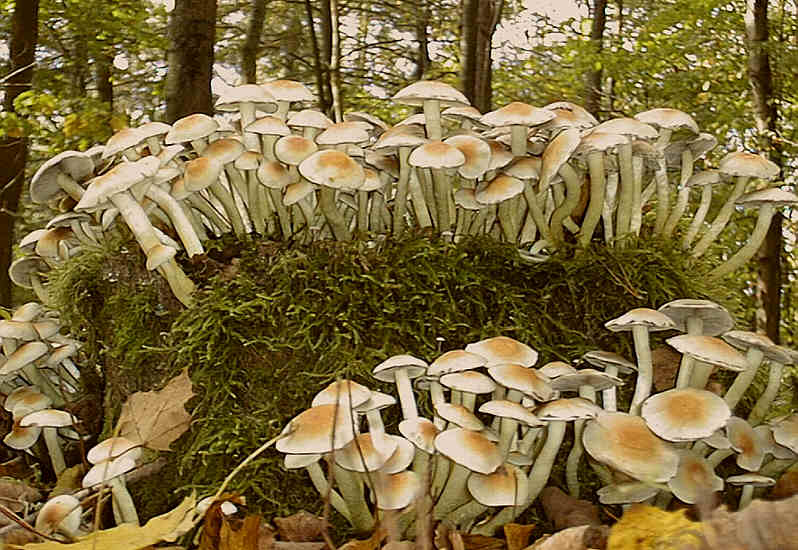
Гіфолома групова (Hypholoma fasciculare) — представник класу Агарикоміцетів (Agaricomycetes)

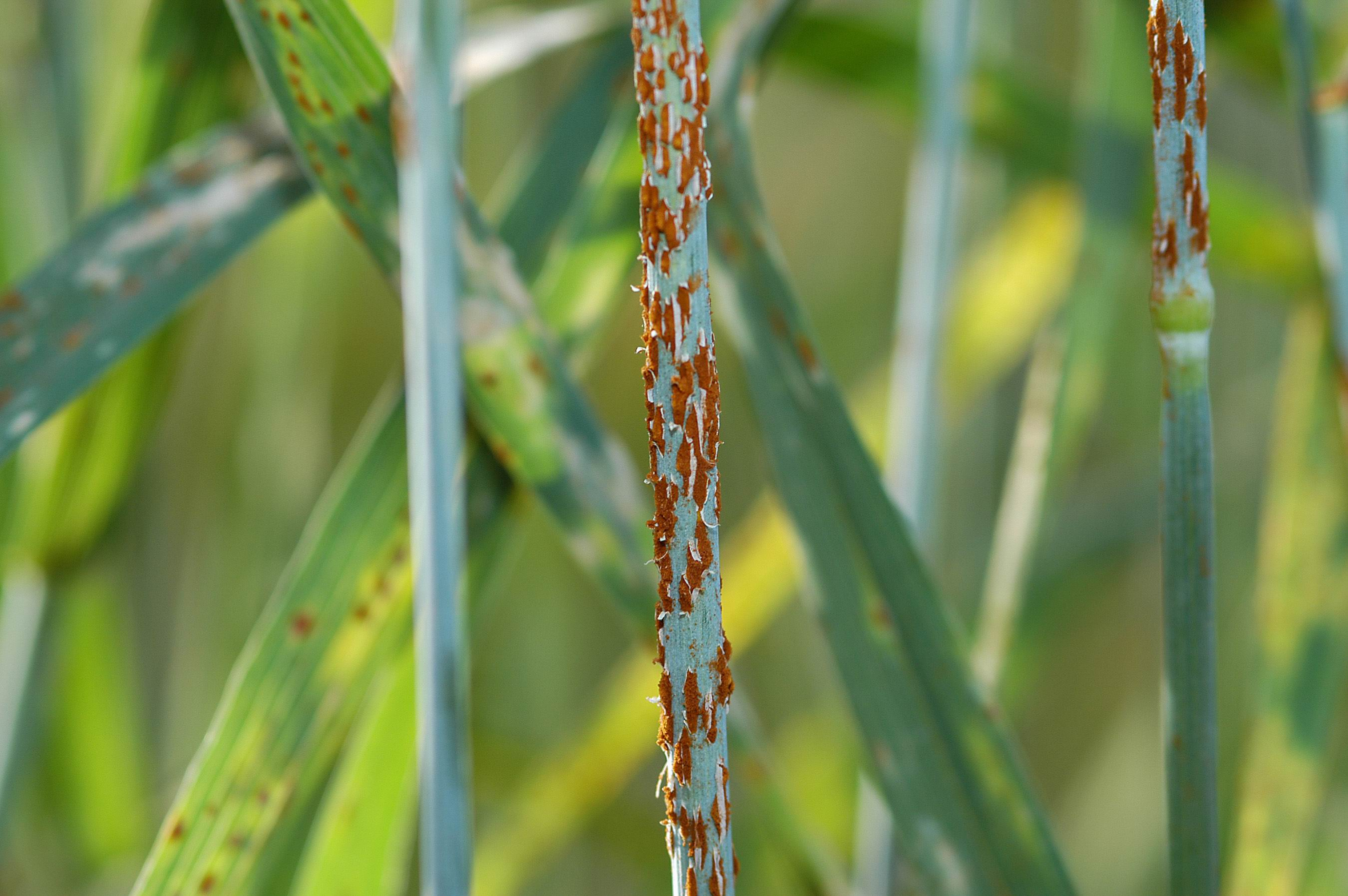
Стебло пшениці, вражене пукцинією злаковою (Puccinia graminis) — представником класу Теліоміцетів (Teliomycetes)

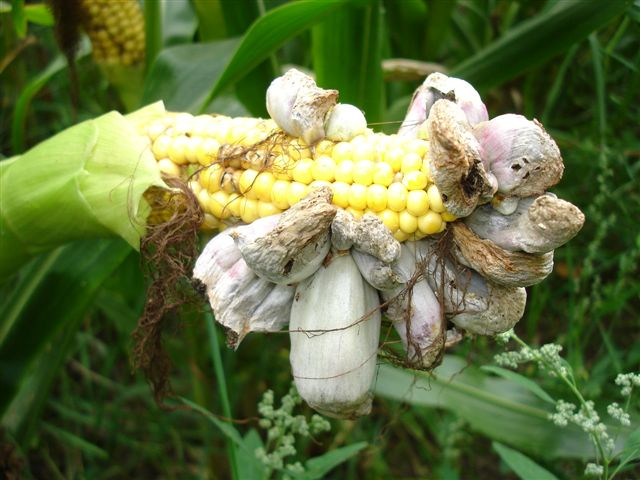
Кукурудза, вражена устиляго маїсовим (Ustilago maydis) — представником класу Устоміцетів (Ustomycetes)

Базидієві синтезують лізин за грибним шляхом (ААА-шлях). Синтез триптофану відбувається по різному — у шапинкових грибів з загниваючими плодовими тілами він синтезується за допомогою другого комплексу ферментів, у всіх інших — за допомогою четвертого комплексу. Іони заліза поглинаються за допомогою сидерамінів. Поліоли (включаючи маніт) наявні у досить значних кількостях.
Споживання органічних речовин відбувається виключно шляхом абсорбції. Багатьом базидієвим притаманні потужні екзоферментні системи, за допомогою яких поза межами клітин відбувається гідроліз целюлози та лігніну (целюлази, пероксидази, оксидази), білків (різноманітні пептидази), жирів (ліпази). Джерелом вуглецю та азоту є різноманітні органічні сполуки. 
Метаболізм стероїдів регулюється мікоспоринами, які у багатьох базидієвих здатні ініціювати статевий процес. Грибам цього відділу притаманний широкий спектр вторинних метаболітів, до яких належать антибіотики, мікотоксини, інгібітори росту вищих рослин, фітогормони та ін.

## Цитологічні ознаки
Клітини базидієвих вкриті оболонками, основу яких складають хітин та глюкани. Оболонки, на відміну від аскомікотових, багатошарові. Септи між клітинами прості або доліпорові з відкритою порою (в устоміцетів), прості з порою, закритою дрібними вакуолями (теліоміцети) або доліпорові з парентосомою (базидіоміцетові). Парентосома може бути суцільною і не мати перфорації, бути перфорованою або складатись з численних фрагментів-пухирців (ця ознака використовується при поділі базидіоміцетових на порядки).
Ядерний апарат евкаріотичний. Міцелій, що розвивається з базидіоспор, має клітини переважно з одним ядром, і існує лише короткий час. Переважаюча стадія у циклі розвитку — це дикаріонтичний септований міцелій, де пари ядер утворюються при статевому процесі внаслідок плазмогамії, що одразу не супроводжується каріогамією.
Мітоз відкритий (у шапинкових грибів) або закритий (у всіх інших), центріолі відсутні, а центрами організації мікротрубочок, подібно до аскомікотових, є полярні скупчення аморфного нуклеопротеїду. Ядерце на початку мітозу переважно дезінтегрується, рідше виштовхується у цитоплазму, де зберігається до початку або завершення телофази.
Мітохондрії з пластичастими кристами. Комплекс Гольджі відсутній. Одномембранні органели подібні як у аскомікотів — це літичні пухирці, хітосоми, ломасоми, мікротільця, вакуоля з клітинним соком. Найпоширенішими типами включень є краплини олії та глобули глікогену.
Джгутикові стадії повністю відсутні.

## Вегетативне тіло
Представлене гаплоїдним (коротка стадія життєвого циклу) та дикаріонтичним (основна стадія життєвого циклу) міцелієм. Міцелій, що розвивається із спор статевого спороношення — базидіоспор — гаплоїдний, і часто утворений клітинами, що здатний до брунькування, внаслідок чого може мати габітус псевдоміцелію. Переважаючим у циклі розвитку типом вегетативного тіла є дикаріонтичний міцелій, що розвивається після статевого процесу. Такий міцелій, як правило, рясно розгалужений, багатоклітинний та септований.
У більшості базидієвих дикаріонтичний міцелій має пряжки — особливі дугоподібні клітини, що розташовані біля поперечної перегородки гіфи та з'єднують її дві клітини. Пряжка гомологічна гачку аскогенної гіфи і виконує функцію відновлення двоядерності клітини. Наявність пряжок на міцелії є стабільною ознакою для груп різного рангу — від порядку до виду (наприклад, пряжки відсутні у представників порядків Uredinales, та Russulales, багатьох видів роду Tricholoma).
Найвідомішою видозміною міцелію у базидіомкотових є плодові тіла. На відміну від аскомікотових, вони утворюються виключно гіфами дикаріонтичного міцелію. До інших видозмін належать ризоморфи — тяжі зі щільно переплетених гіф, за допомогою яких міцелій здатний швидко переміщуватись у просторі.

## Розмноження

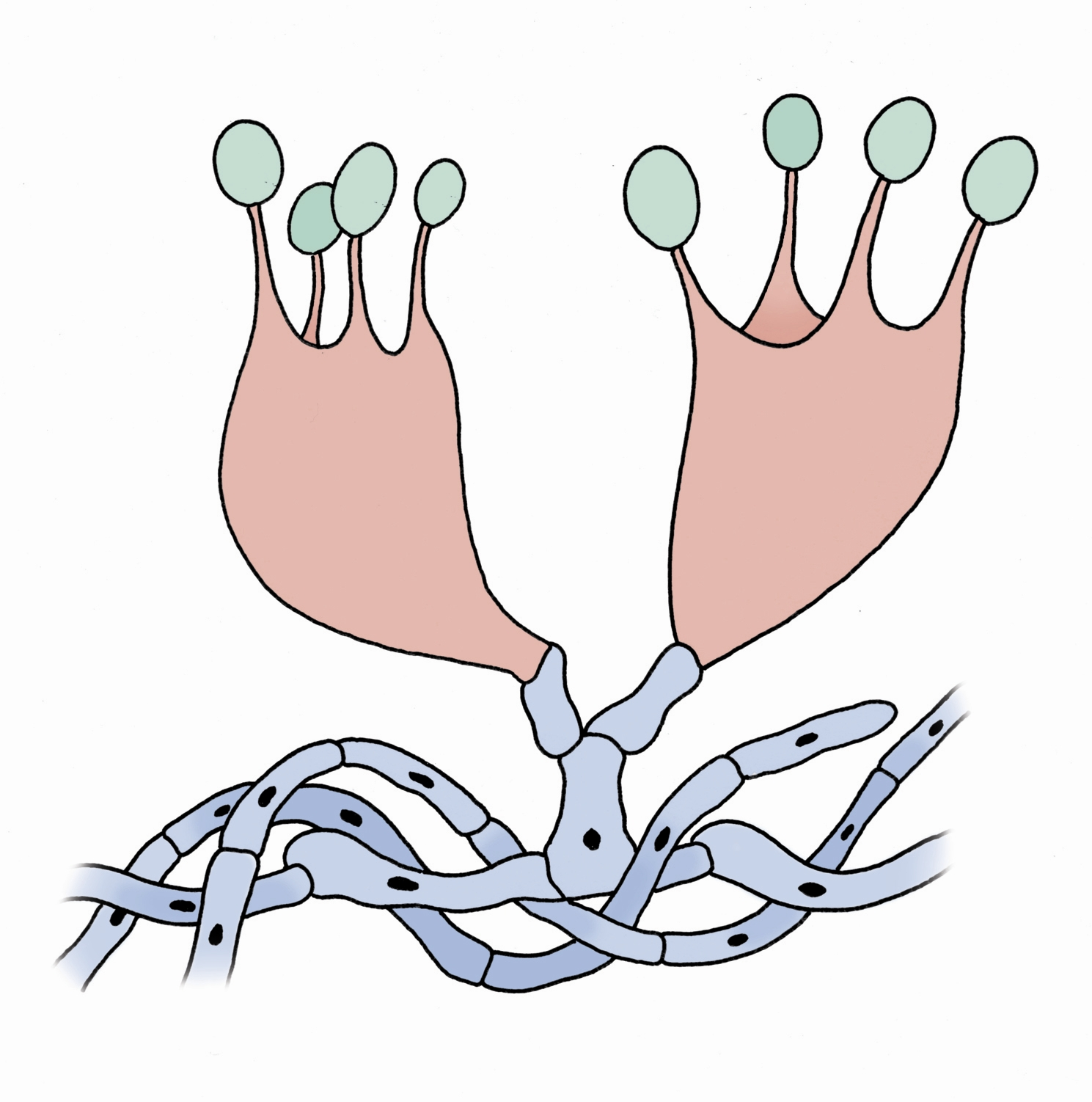
Схематичне зображення базидії із базидіоспорами на гіфах міцелію

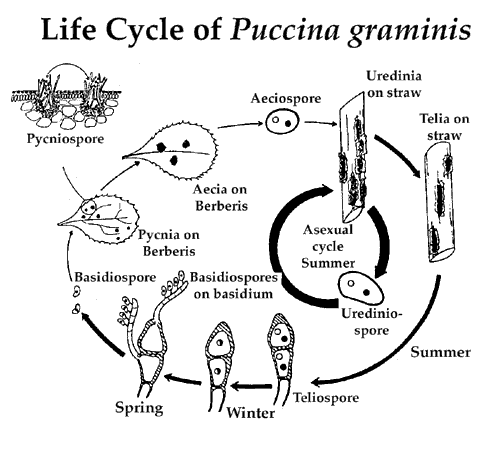
Схема життєвого циклу грибів з класу Теліоміцети (Teliomycetes), на прикладі (Puccinia graminis)

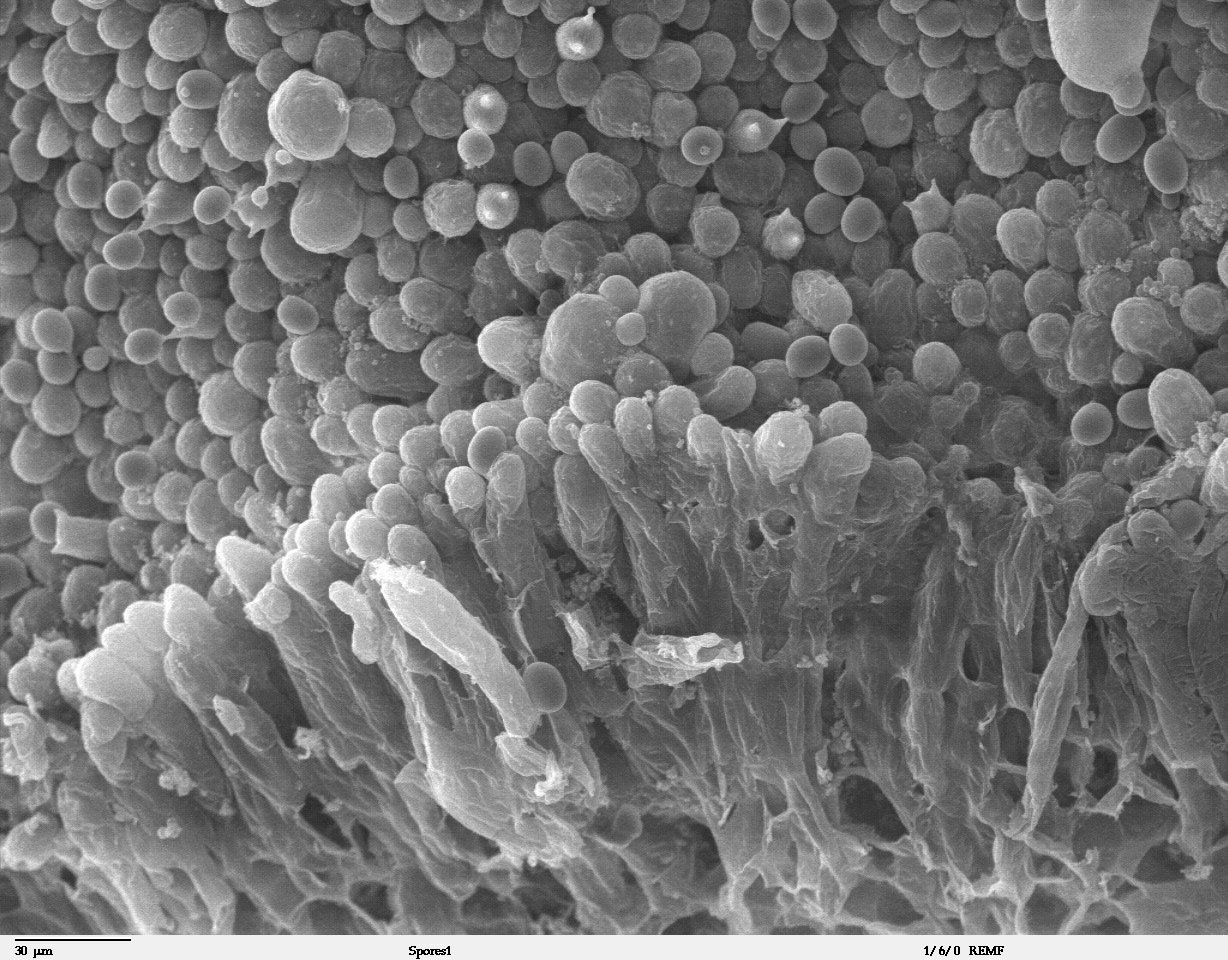
Поздовжній зріз через гіменофор Печериці двоспорової (Agaricus bisporus) під скануючим електронним мікроскопом

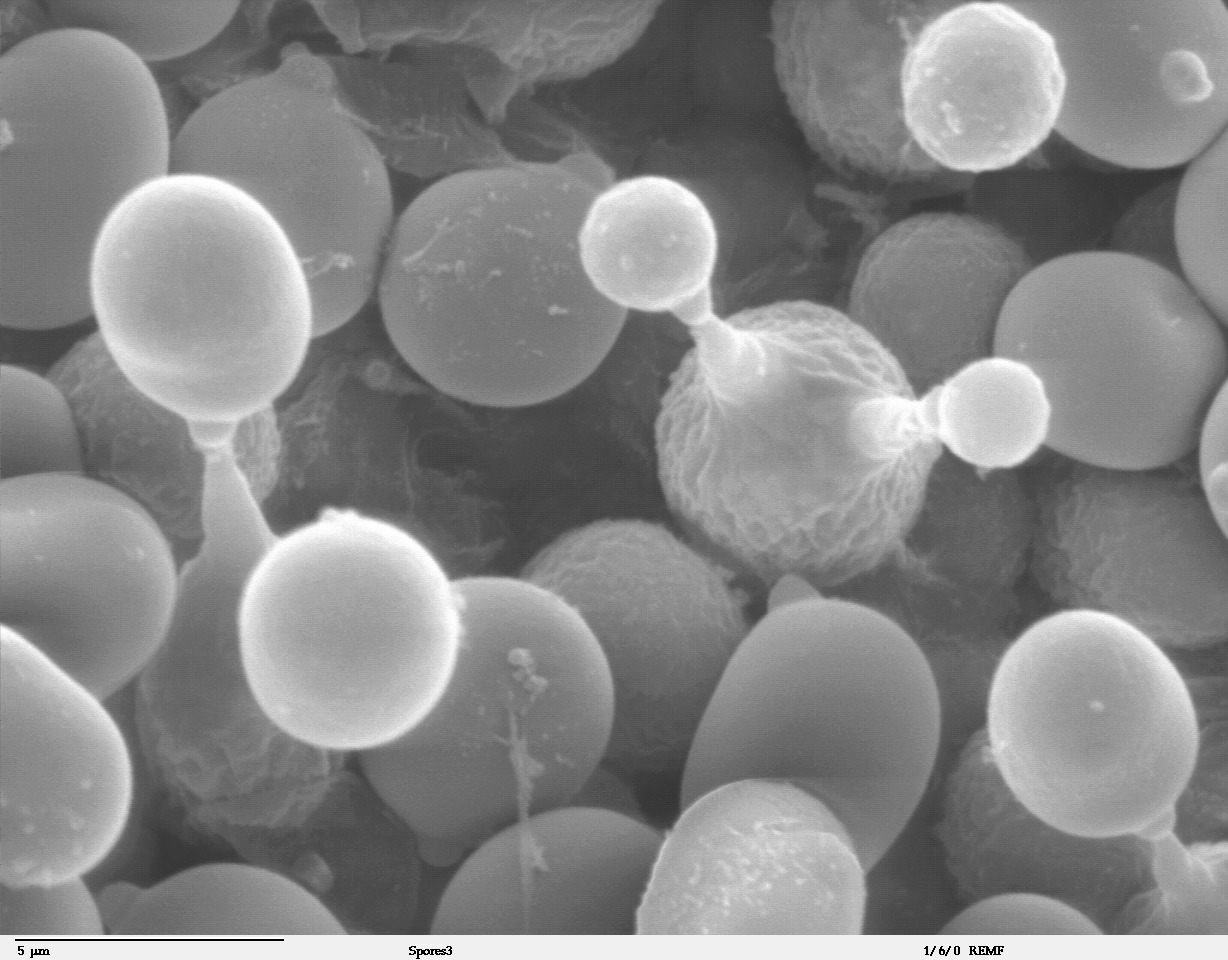
Базидії та базидіоспори Печериці двоспорової (Agaricus bisporus) під скануючим електронним мікроскопом

Основним способом розмноження базидієвих є розмноження за допомогою спор статевого спороношення — базидіоспор. У меншому ступені представленє вегетативне розмноження — частинами міцелію та поодинокими спеціалізованими клітинами, що утворюються внаслідок фрагментації гіф — телейтоспорами, уредоспорами або спочиваючими акінетоподібними товстостінними клітинами — хламідоспорами. Значно рідше зустрічається нестатеве розмноження за допомогою конідій.

### Статеве розмноження
На відміну від аскомікотових грибів, у базидіальних грибів відсутні диференційовані статеві органи. Статевий процес — соматогамія. Вона відбувається або шляхом злиття двох вегетативних клітин гаплоїдного міцелію, або двох базидіоспор чи продуктів їх брунькування. Клітини, що беруть участь у копуляції, переважно мають різні статеві знаки: «+» та «-». У деяких видів статевий процес відбувається шляхом копуляції базидіоспор або продуктів їх брунькування. 

Після плазмогамії ядра об'єднуються в дикаріони, які згодом синхронно діляться, утворюючи дикаріонтичний міцелій. Такий міцелій може існувати довгий час, і є переважаючою стадією життєвого цикла базидієвих. З дикаріонтичних клітин розвивається статеве спороношення — базидія з базидіоспорами.

## Життєвий цикл та розвиток статевих спороношень
У найзагальнішому вигляді життєвий цикл базидієвих включає такі етапи: з гаплоїдної базидіоспори розвивається гаплоїдний міцелій. Його клітини копулюють, при цьому відбувається плазмогамія, що не супроводжується каріогамією, і утворюється дикарінтична клітина злиття. З неї розвивається дикаріонтичний міцелій, що є основним вегетативним поколінням базидієвих. Окремі дикаріонтичні клітини розвиваються у базидію: в них ядра дикаріону зливаються (каріогамія), відбувається мейоз, і на базидії утворюються гаплоїдні базидіоспори. Таким чином, життєвий цикл гаплофазний, з зиготичною редуцією та гетероморфною зміною поколінь — гаплоїдного та дикаріонтичного міцеліїв, причому дикаріонтична фаза є переважаючою.

У деяких грибів (наприклад, іржастих) дикаріонтична фаза може утворювати додаткові нестатеві спороношення — ецидіоспори (весняні спори), уредоспори (літні спори), телейтоспори (зимові спори), або розвивати конідіальні спороношення.

### Розвиток базидій
Відомо два основні варіанти розвитку базидій: з поодиноких спочиваючих клітин — телейтоспор та з верхівкових клітин гіф дикаріонтичного міцелію (переважно за способом пряжки).

При розвитку базидії з телейтоспор її дикаріонтичні ядра зливаються, з телейтоспори виростає диплоїдна базидія, далі в ній відбувається мейоз і оболонка утворює випини — стеригми, в кожний з яких заходить одне гаплоїдне ядро з частиною цитоплазми. Стеригма відділяється від базидії септою, розростається на верхівці і перетворюється на одноядерну гаплоїдну базидіоспору. 

При розвитку з дикаріонтичних гіф міцелію на базидії перетворюються верхівкові дикаріонтичні клітини таких гіф: від оболонки верхівкової клітини гіфи відходить невеликій бічний виріст — пряжка, яка загинається донизу. В цей же час відбувається поділ ядер дикаріону, і в клітині утворюються чотири ядра. Два різностатевих ядра прямують до верхівки гіфи, третє ядро пересувається до основи клітини, а четверте заходить у виріст пряжки. Одночасно з поділом ядер відбувається поділ самої клітини, утворюються дві перегородки — одна відділяє пряжку, друга ділить клітину навпіл. Таким чином, утворюється три клітини: верхня, яка містить два різностатевих ядра, нижня клітина з одним ядром та клітинка-виріст або пряжка, яка також містить одне ядро протилежного статевого знаку. Згодом виріст пряжки доростається до стінки нижньої клітини і через отвір ядро мігрує в цю клітину, відновлюючи її двоядерність або дикаріонтичний стан.

З верхньої клітини з двома різностатевими ядрами утворюється базидія. Ця клітина поступово розростається, в ній відбувається каріогамія і утворюється диплоїдне ядро. Воно майже одразу редукційно ділиться, утворюючи чотири гаплоїдних ядра. Оболонка майбутньої базидії розвиває випини — стеригми. В кожну стеригму переходить частина цитоплазми базидії та одне ядро. Поступово розростаючись, верхівки стеригм здуваються і перетворюються на базидіоспори.
Таким чином, в обох варіантах базидіоспори розвиваються екзогенно, на відміну від аскоспор, що утворюються ендогенно.
Базидії можуть бути поодинокими (якщо вони розвиваються з телейтоспор), або утворюватись на гіфах розвиненого дикаріонтичного міцелію, складаючи основу гіменію. 

Гіменій — це шар базидій з базидіоспорами та стерильних захисних елементів. Стерильні елементи, що утворюються в гіменіальному шарі, представлені, в першу чергу, парафізами (вони відокремлюють базидії одну від одної та запобігають злипанню базидіоспор) та цистидами (захищають гіменіальний шар від тиску зверху). Зрідка гіменій розвивається на вегетативному міцелії (зокрема, в екзобазидіальних грибів), проте у більшості випадків він формується на поверхні або всередині плодових тіл. Наявність плодових тіл є головною ознакою класу базидіоміцетів (Basidiomycetes).

### Типи базидій
За морфологічною будовою базидії поділяють на одноклітинні — холобазидії, та на базидії з септами — фрагмобазидії. Септи у фрагмобазидії можуть бути поздовжніми або поперечними. Фрагмобазидії з поздовжніми перегородками зазвичай поділені септами на чотири клітини (така будова характерна для тремеляльних грибів). Варіанти з поперечними септами різноманітніші: в деяких порядках базидія має лише одну септу, і поділена на дві клітини — верхню епібазидію, та нижню гіпобазидію. У аурікуляріальних грибів та багатьох сажкових і іржастих грибів кількість поперечних септ дорівнює трьом, тобто базидія складається з чотирьох клітин, розміщених одна над одною. 

За характером розташування веретена поділу під час мейозу (фаза мітозу І) та рівнями розташування ядер після другого поділу (фази мітоз ІІ), базидії поділяють на хіастичні та стихічні. 

В хіастичних базидіях під час мейозу диплоїдне ядро розташовується на верхівці базидії, веретено орієнтується перпендикулярно до поздовжньої осі базидії. Як наслідок, після другого поділу (фаза мітоз ІІ) всі чотири гаплоїдних ядра розташовуються на верхівці базидії приблизно на одному рівні.

У стихічних базидіях під час мейозу ядро знаходиться приблизно у центрі базидії, а веретно орієнтується паралельно до її поздовжної осі. Як наслідок, після другого поділу дочірні гаплоїдні ядра розміщуються у базидії на різних рівнях.

### Типи базидіоспор
Хоча всі базидіоспори утворюються екзогенно і мають одне гаплоїдне ядро, проте є досить різноманітними багатьма морфологічними ознаками (зокрема, за формою, кольором, розмірами, поверхнею оболонки, за наявністю проросткової пори, та ін.). До провідних ознак базидіоспор, що використовуються при поділі базидієвих на таксони високого та середнього рангів (зокрема, на порядки та родини) належать їх здатність активно відокремлюватись від базидії та забарвлюватись певними барвниками, в першу чергу, тими, що містять йод.

Базидіоспори, що активно відстрілюються від базидій, називають балістоспорами. Такий відстріл пов'язаний з утворенням у стеригмах вакуолі, де відбувається гідроліз глікогену до простих цукрів, і як наслідок, розвивається високий тургорний тиск.
За здатністю до забарвлення розчином Люголя або реактивом Мельцера базидіоспори поділяють на амілоїдні та неамілоїдні. В амілоїдних спорах наявний розчинний крохмаль, який з йодом дає брудно-фіолетове забарвлення.

## Систематика
За наявністю плодових тіл, типами базидій, місцем їхнього утворення, типами септ і будовою септальних пор, здатністю базидіоспор до брунькування, наявністю у циклі розвитку псевдоміцелію відділ поділяють на три підвідділи: 1) пукциніомікотинові (Pucciniomycotina) з класами пукциніоміцети  (Pucciniomycetes), цистобазидіоміцети (Cystobasidiomycetes), аґарикостільбоміцети (Agaricostilbomycetes), мікроботріоміцети (Microbotryomycetes), атрактієломіцети (Atractiellomycetes), класікуломіцети (Classiculomycetes), міксіоміцети (Mixiomyc etes), криптомікоколакоміцети (Cryptomycocolacomycetes); 2) устіляґіномікотинові (Ustilaginomycotina) з класами устіляґіноміцети (Ustilaginomycetes), екзобазидіоміцети (Exobasidiomycetes); 3) аґарикомікотинові (Agaricomycotina) з класами тремеломіцети (Tremellomycetes), дакриміцети (Dacrymyc etes), аґарикоміцети (Agaricomycetes). До Б. г. включають також класи валеміоміцети (Wallemiomycetes), енторізоміцети (Entorrhizomycetes).